# Swartzia argentea
Swartzia argentea är en ärtväxtart som beskrevs av George Bentham. Swartzia argentea ingår i släktet Swartzia och familjen ärtväxter.

## Underarter
Arten delas in i följande underarter:
- S. a. argentea
- S. a. flavescens